# Hypotrichina sicula
Hypotrichina sicula är en plattmaskart. Hypotrichina sicula ingår i släktet Hypotrichina och familjen Cylindrostomidae. Inga underarter finns listade i Catalogue of Life.